# Florus und Laurus

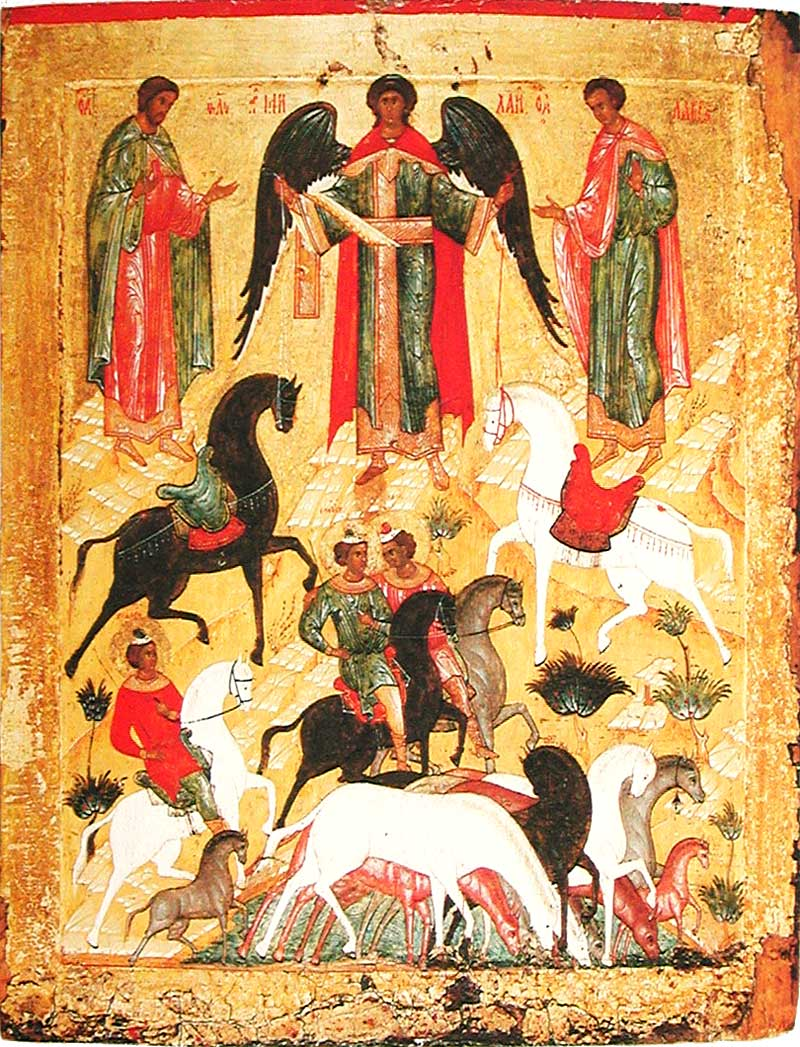
Anonyme Ikone aus Nowgorod aus dem 15. Jahrhundert, mit Florus und Laurus. Tretjakow-Galerie, Moskau.

Die frühchristlichen Zwillingsbrüder Florus und Laurus (beide * in Konstantinopel; † in Ulpiana, Dardanien, heutiges Kosovo) waren nach einer griechischen Legende Steinmetze, die in Illyrien viele Menschen zum Christentum bekehrten. Sie werden als Heilige verehrt.

## Legende
Gemäß der Legende erlernten die Zwillingsbrüder die Steinmetzkunst von zwei Christen namens Maximus und Proculus. Von Likaion, dem Präfekten der Provinz Illyrien, erhielten sie den Auftrag, einen heidnischen Tempel zu bauen. Ihren Lohn verteilten die Brüder an die Armen. Als der Sohn eines heidnischen Priesters namens Mamertin von einem Steinsplitter verletzt wurde, heilten Florus und Laurus den Jungen, nachdem sie ihn zum Christentum bekehrt hatten, worauf Mamertin ebenfalls zum Christentum übertrat.
Nachdem der Tempel fertig errichtet war, riefen Florus und Laurus aus der Umgebung zahlreiche Christen herbei, die die heidnischen Statuen im Tempel zertrümmerten, ein Kreuz aufstellten und die Nacht im Gebet verbrachten. Daraufhin ließ der Präfekt 300 Christen, darunter auch Mamertin und seinen Sohn, verbrennen. Florus und Laurus hingegen wurden in eine Zisterne geworfen, die dann mit Erde zugedeckt wurde.

## Verehrung

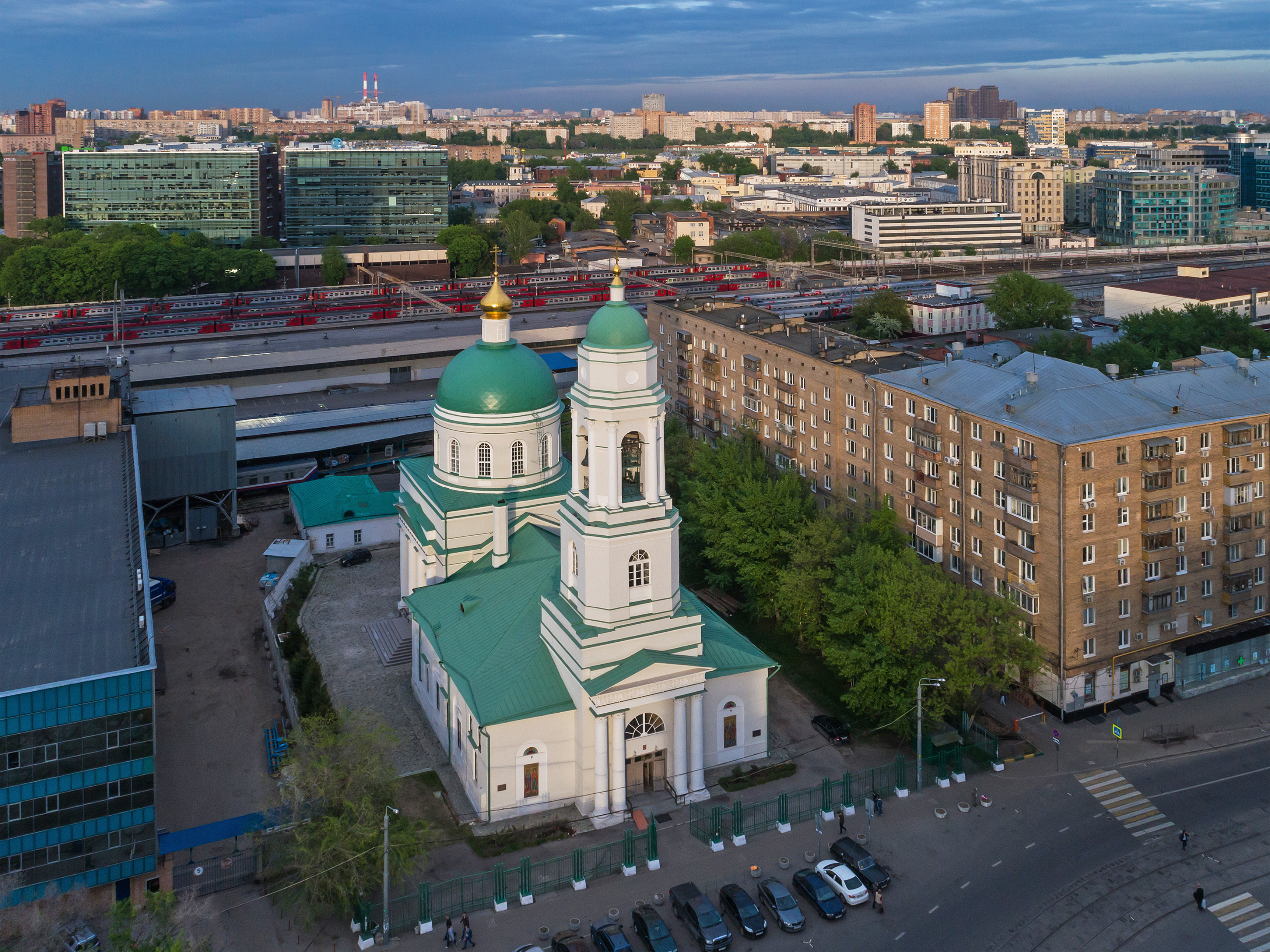
Florus-und-Laurus-Kirche in Moskau

Die Reliquien der Zwillinge galten nach der Legende als unverweslich. An ihrem Todestag endete eine schwere Pferdepest, sodass Florus und Laurus mit Pferden in Verbindung gebracht wurden. Die Reliquien wurden nach Konstantinopel überführt, wo ihre Anwesenheit um 1200 von Erzbischof Antonius bzw. um 1350 von Stephan, beides Pilger aus Nowgorod, bestätigt wurde.
Sowohl in der Rus als auch in Russland galten Florus und Laurus seit alters als Schutzpatrone von Pferden. Sie sind deshalb auf zahlreichen Ikonen zusammen mit Pferden abgebildet. Der Gedenktag der Heiligen fällt auf den 18. August, und an diesem Tag pflügten Bauern nicht mit Pferden, aus Angst vor einer Rinderpest.
Das Himmelfahrtskloster in Kiew, ursprünglich eine Holzkirche aus dem 16. Jahrhundert, die nach dem Podiler Großbrand 1811 neu errichtet wurde, und zahlreiche orthodoxe Kirchen in Russland und der Ukraine sind nach Florus und Laurus benannt. Die im 17. Jahrhundert errichtete Florus-und-Laurus-Kirche im Moskauer Stadtviertel Samoskworetschje wurde 1938 geschlossen, in den 1980er Jahren jedoch restauriert und 1991 dem Moskauer Patriarchat zurückgegeben.

## Weitere Zwillingsbrüder als Märtyrer
- Kosmas und Damian
- Gervasius und Protasius